# Temuera Morrison
Temuera Derek Morrison (født 26. december 1960) er New Zealandsk skuespiller, bedst kendt for sin rolle som dusørjægeren Jango Fett i Star Wars serien. Han lagde også stemme til Boba Fett i 2004 special edition-udgaven af Star Wars Episode V: The Empire Strikes Back, og andre medier.

## Filmografi
- Star Wars Episode II: Klonernes angreb (2002)
- Aquaman (2018)
- The Book of Boba Fett (2021)